# Chiesa di Sant'Ilario (Ascoli Piceno)
La chiesa di Sant'Ilario di Ascoli Piceno, attualmente sconsacrata, sorge di fronte al tempietto di Sant'Emidio alle Grotte, nel quartiere di Campo Parignano.
Si tratta di una piccola fabbrica in travertino, a base rettangolare, che non conservava più l'aspetto di una chiesa medioevale, ma piuttosto di una civile abitazione, a seguito delle manomissioni compiute nel tempo. Si ricorda che per un periodo fu adibita a ricovero per animali.
Dal 2018 è sede dell'Emygdius museum, il museo dedicato al patrono della città di Ascoli, Sant'Emidio.

## Storia
La chiesa fu edificata anteriormente all'anno 1000 utilizzando materiali di epoca romana provenienti da altre strutture.
Per lungo tempo si è ritenuto che l'edificio fosse stato costruito nell'anno 1165 poiché su una parete compare la scritta: “Hoc opus est factum partum Virginis anno Quinto milleno decimo bisterque triceno.”
Gli sconosciuti fondatori avviarono la realizzazione dell'edificio sfruttando la presenza di un residuo di muraglia romana costituita da “4 filari di enormi pietre”.
L'edificio religioso appartenne alla Congregazione dei monaci camaldolesi di Santa Croce di Fonte Avellana, che qui risiedettero dal XII secolo. Questi costruirono anche l'annesso ospedale ed ospizio per i pellegrini in transito che giungevano ad Ascoli percorrendo il cammino che conduce a Loreto, detto della via Lauretana, oppure la via dell'Angelo se diretti al Gargano o alla tomba degli Apostoli a Roma.
A seguito della soppressione della congregazione, da parte di San Pio V, l'intero complesso di Sant'Ilario divenne proprietà del seminario vescovile di Ascoli. 
Dopo l'annessione delle Marche al Regno d'Italia la chiesa divenne di proprietà demaniale e venduta ad un'asta pubblica il 18 aprile 1872.

### Storia recente
La chiesa, di proprietà comunale, è stata oggetto di restauro. Sotto la direzione degli uffici comunali competenti, con la supervisione della Soprintendenza regionale ai beni monumentali, una locale ditta edile è intervenuta consolidandone le strutture, fornendola dell'impiantistica necessaria, recuperando gli affreschi sopravvissuti e dotandola di adeguati servizi.
Sant'Ilario è attualmente la sede dell'associazione “Sant’Emidio nel Mondo”, fondata con lo scopo di raccogliere tutto il materiale esistente, recente e passato, sulla storica figura del patrono ascolano. Al suo interno è ospitato lo spedale per pellegrini dei Santi Ilario e Giacomo inaugurato il 1º maggio del 2013 all'interno del Cammino francescano della Marca.

## Architettura
Dell'originaria costruzione si sono conservate le pareti longitudinali che presentano la muratura composta dai grandi blocchi di travertino. Le zone più alte di questi fianchi sono realizzati in opus incertum e ricoperti da opus reticulatum.
Sia all'interno che all'esterno sono visibili sulle pareti tracce di iscrizioni, bassorilievi e fregi leggibili sulle pietre riutilizzate con scopo conservativo. La chiesa ospitava l'abside semicircolare, che fu poi distrutta, con le pareti aperte da feritoie e finestre.
L'attuale aspetto permette di riconoscere sulla facciata rivolta ad ovest la porta con l'architrave sormontato da una bifora. La facciata si concludeva con una torre mozza.
Gli stipiti delle porte sono stati realizzati riproponendo in utilizzo parti della trabeazione e dello stilobate di opera romana e due frammenti di fregio, con parziale iscrizione, di opera barbarica.
L'ambiente interno della chiesa fu manomesso e suddiviso in due piani con apertura di nuove porte e finestre dalla Congregazione dei monaci camaldolesi di Santa Croce di Fonte Avellana.

## Emygdius museum
Negli spazi del secondo piano della chiesa di Sant’Ilario trova sede il museo dedicato a Sant’Emidio, patrono di Ascoli e protettore dei terremotati, realizzato dall’associazione “Sant’Emidio nel Mondo” nel 2018.
La mostra permanente narra la storia, il culto e la diffusione nel mondo del Santo Patrono ed è composta principalmente da pannelli illustrativi smontabili e trasportabili, da preziose testimonianze, da reperti storici e da altri oggetti, mentre una parte è dedicata ai rapporti tra la città di Treviri, città natale di Sant'Emidio, e Ascoli, gemellate tra loro dal 1958.

### Particolari della facciata

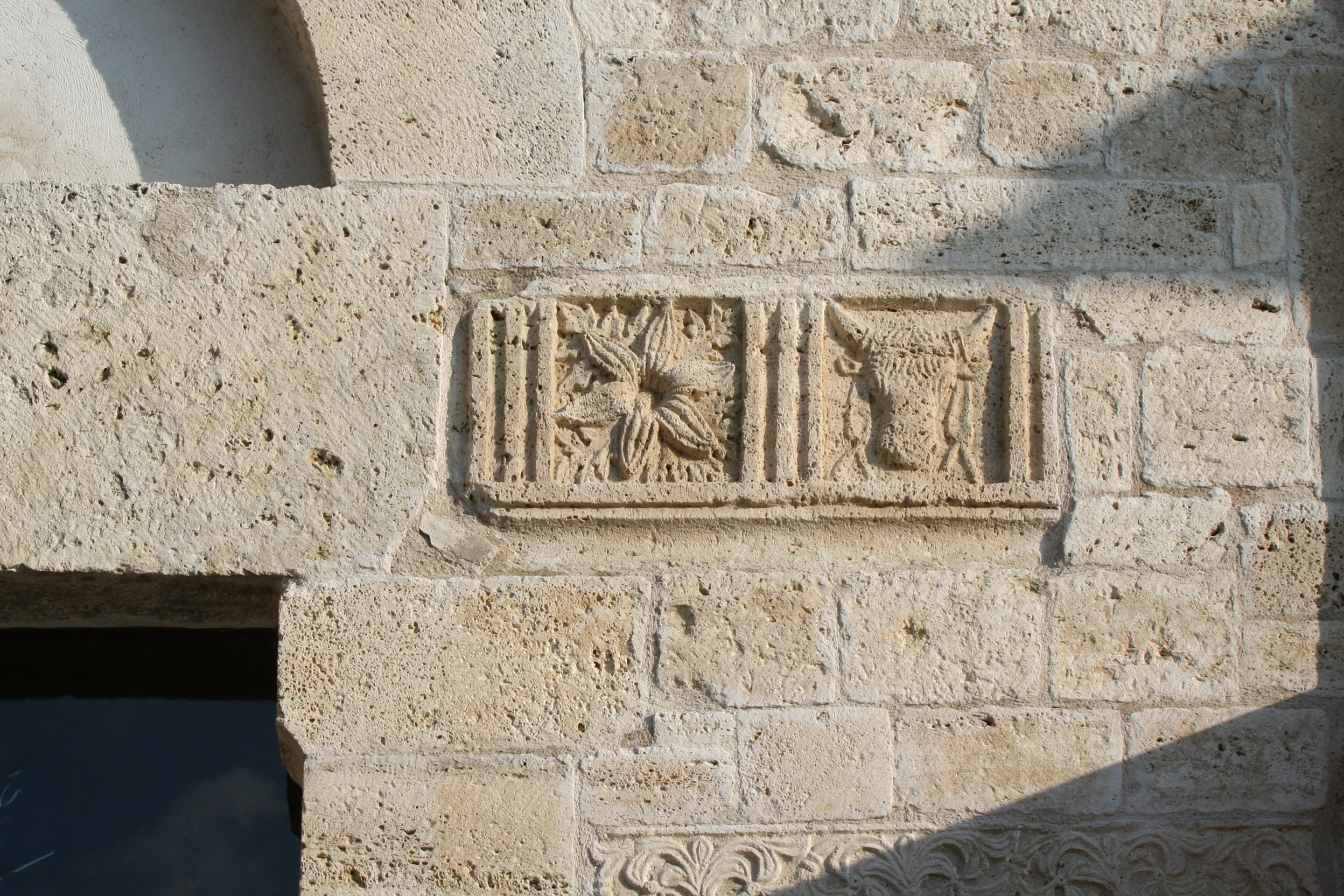
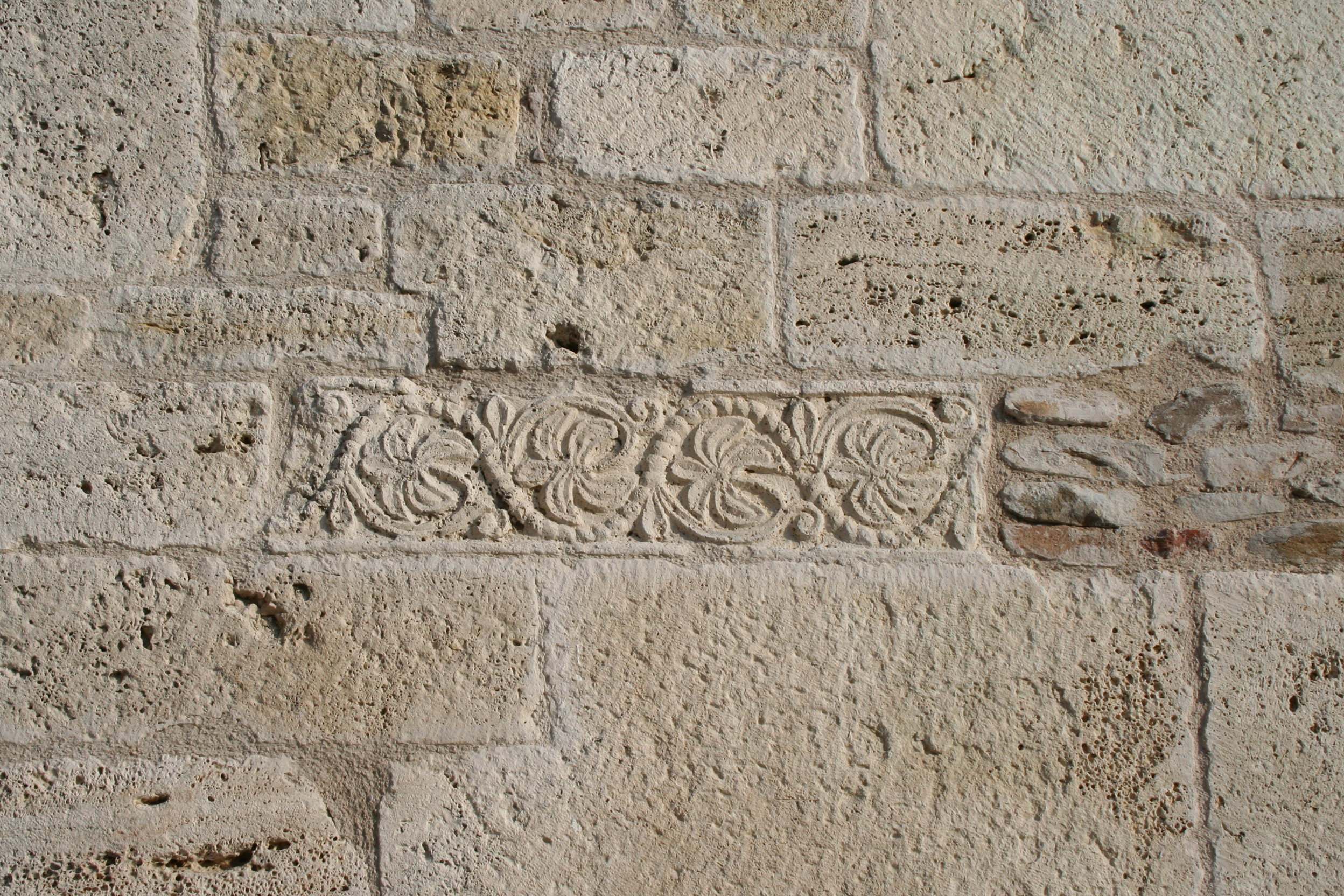
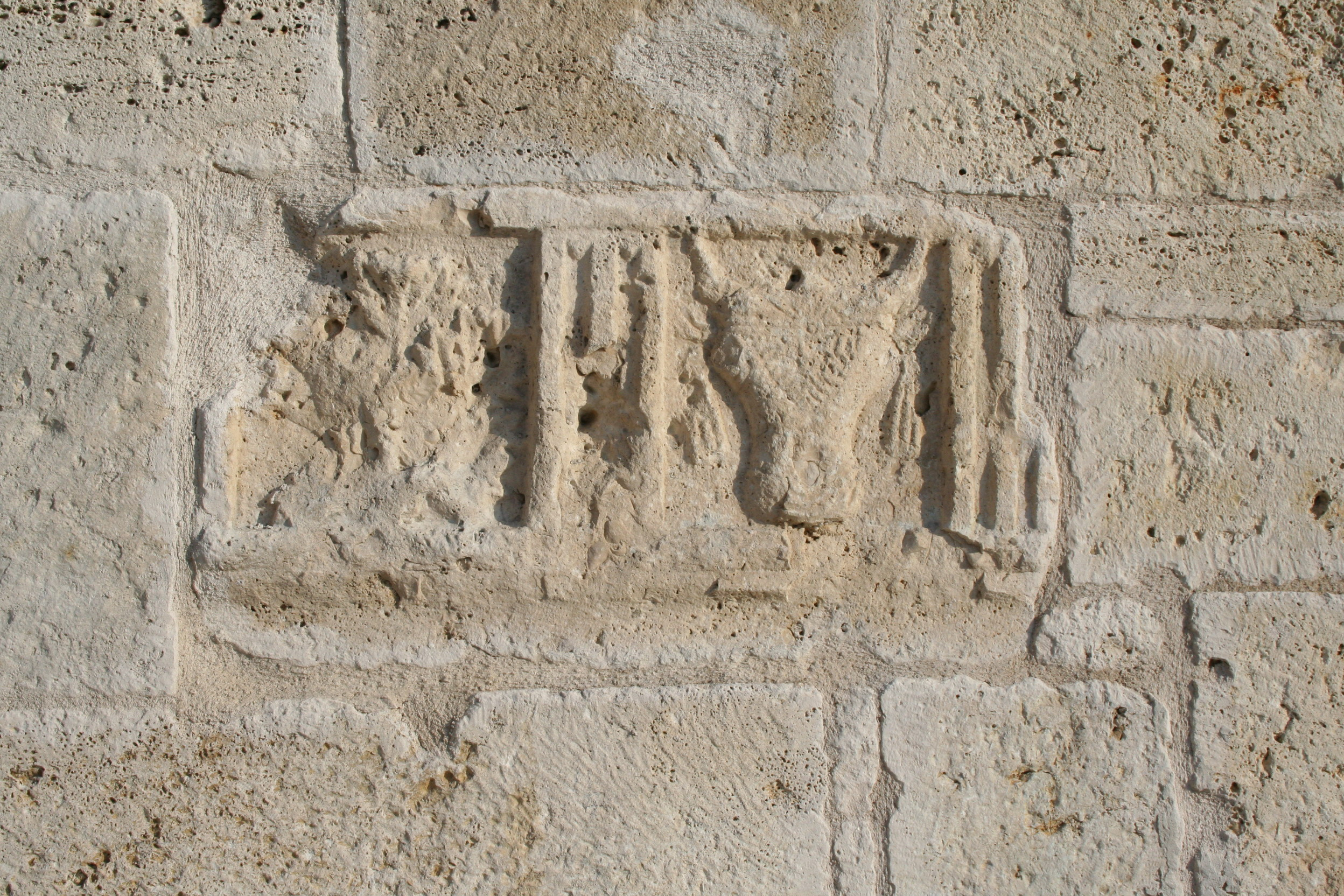
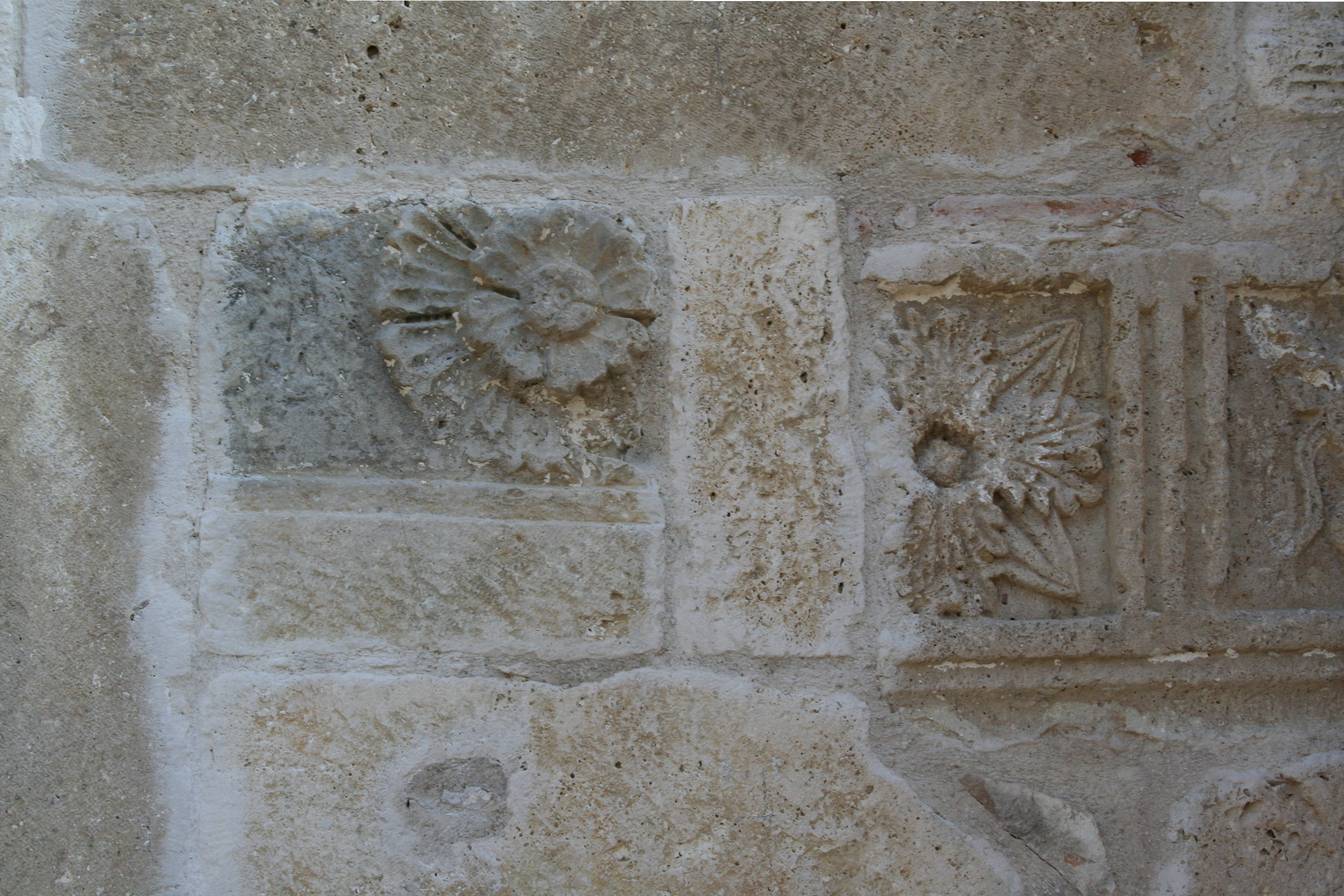